# Marcin Cecko
Marcin Cecko (ur. 12 stycznia 1981 w Warszawie) – polski poeta, dramaturg, pisarz i aktor związany początkowo z nurtem neolingwistycznym.

## Życiorys
Cecko współpracował ze Studium Teatralnym, najpierw jako aktor w spektaklu Człowiek, następnie jako autor tekstu, na którym oparto przedstawienie Parsifal. W 2007 Cecko stanął na czele formacji 3 Boys Move, wraz z Piotrem Głowackim i Janem Dravnelem.

## Poezja
Marcin Cecko był jednym z twórców grupy określanej mianem neolingwistów (razem z Marią Cyranowicz, Joanną Mueller, Michałem Kasprzakiem i Jarosławem Lipszycem) i współautorem ich manifestu z 2002 roku. Opublikował trzy tomiki poetyckie: Rozbiorek (2000), Pląsy (2003) oraz Mów (2006). Łączył poezję i cykliczne występy teatralne w warszawskiej klubokawiarni Chłodna 25: Cząsteksty i Międzynarodowe bogactwo. Jego improwizowanym występom towarzyszyła muzyka i projekcje wideo. W 2009 r. pokazał swoje prace jako Cząsteksty zebrane podczas festiwalu Tekst+Muzyka MiniFest pod auspicjami Komuny Otwock. Jego wiersze zostały wykorzystane w projekcie Cokolwiek się zdarzy, kocham Cię w reżyserii Przemysława Wojcieszka (2005, TR Warszawa).

## Teatr
W teatrze zaczynał jako aktor w warszawskim Studium Teatralnym (grał w spektaklu „Człowiek”). Współtworzył tekst tamtejszego Parsifala (2004) i zagrał w nim rolę.
Z Natalią Korczakowską współpracował przy „Solaris. Raport” w TR Warszawa na podstawie prozy Stanisława Lema (2009).
W 2009 w Teatrze Dramatycznym w Opolu po raz pierwszy współpracował z Krzysztofem Garbaczewskim. Ich Odyseja według Homera zdobyła główną nagrodę na Koszalińskich Konfrontacjach Młodych m-teatr 2010. W 2010 r. Cecko przygotował Gwiazdę śmierci nawiązującą do kosmicznej sagi stworzonej przez George’a Lucasa (Teatr Dramatyczny w Wałbrzychu). Garbaczewski wystawił tekst w gmachu miejscowego kina Zorza, w którym widzowie oglądali transmisję działań aktorskich umiejscowionych w różnych lokalizacjach. W Nowym Teatrze w Warszawie Cecko i Garbaczewski zrealizowali szeroko dyskutowane Życie seksualne dzikich (2011). Dramaturg oparł tekst na jednym z pionierskich dzieł antropologicznych XX wieku – pracy Bronisława Malinowskiego. Cecko postawił pytanie o status „dzikiego” w ponowoczesnej rzeczywistości, tworząc wizję możliwego społeczeństwa przyszłości. Uzupełnieniem spektaklu był projekt Dzicy (2011) przygotowany w warszawskim Centrum Sztuki Współczesnej.  Rok później twórcy powrócili do Teatru Dramatycznego w Opolu. Cecko zajął się dramaturgią i muzyką spektaklu Iwona, księżniczka Burgunda Gombrowicza (2012). Nowatorska forma i realizacja zapewniły Iwonie... dwie statuetki (za najlepszą scenografię i najlepsze efekty wizualne) na Międzynarodowym Festiwalu Boska Komedia w Krakowie, a także Grand Prix 38. Opolskich Konfrontacji Teatralnych Klasyka Polska.
W 2013 Cecko i Garbaczewski zrealizowali wspólnie trzy spektakle: Balladynę w poznańskim Teatrze Polskim, Poczet królów polskich w Starym Teatrze w Krakowie i Kamienne niebo zamiast gwiazd z okazji obchodów 69. rocznicy wybuchu walk powstańczych w Warszawie w koprodukcji Muzeum Powstania Warszawskiego z Nowym Teatrem.

## Teksty wydane
- Rozbiorek (Kraków 2001, wyd. Ha!art)
- Pląsy (Warszawa 2003, wyd. Lampa i Iskra Boża)
- Mów (Warszawa 2006, wyd. Ha!art)

## Projekty teatralne
- Parsifal, reż. Piotr Borowski, Studium Teatralne Warszawa[6] – rola aktorska (premiera 2004-06-16)
- Cokolwiek się zdarzy, kocham cię, reż. Przemysław Wojcieszek, Teatr Rozmaitości w Warszawie – rola aktorska (premiera 2005-10-25)
- Solaris. Raport, reż. Natalia Korczakowska, Teatr Rozmaitości w Warszawie – dramaturgia (premiera 2009-10-02)
- Odyseja, reż. Krzysztof Garbaczewski, Teatr Dramatyczny im. Jana Kochanowskiego w Opolu – dramaturgia, opracowanie muzyczne, scenariusz, video (premiera 2009-11-15)
- Gwiazda śmierci, reż. Krzysztof Garbaczewski, Teatr Dramatyczny im. Jerzego Szaniawskiego w Wałbrzychu – dramaturgia (premiera 2010-09-25)
- Życie seksualne dzikich, reż. Krzysztof Garbaczewski, Nowy Teatr w Warszawie – dramaturgia, scenariusz (premiera 2011-04-14)
- W/RESTLESS,  Stowarzyszenie Upowszechniania Inicjatyw Kulturalnych Sztuka Nowa Warszawa[7] – dramaturgia, reżyseria (premiera 2012-03-08)
- Iwona, księżniczka Burgunda, reż. Krzysztof Garbaczewski, Teatr Dramatyczny im. Jana Kochanowskiego w Opolu – dramaturgia, muzyka (premiera 2012-04-15)
- Niebezpieczne związki, reż. Radosław Rychcik, Teatr im. Stefana Żeromskiego w Kielcach – projekcje video (premiera 2012-06-09)
- Everyman Jack of You i Forgiveness, La Mama w Nowym Jorku – współreżyseria (2012)
- Balladyna, reż. Krzysztof Garbaczewski, Teatr Polski w Poznaniu (premiera 2013-01-25)
- Poczet królów Polskich, reż. Krzysztof Garbaczewski, Stary Teatr w Krakowie (premiera 2013-03-23)
- Antygona, reż. Marcin Liber, Teatr Nowy w Łodzi – dramaturgia (premiera 2013-04-07)
- Kamienne niebo zamiast gwiazd, reż. Krzysztof Garbaczewski, Muzeum Powstania Warszawskiego/Nowy Teatr w Warszawie (premiera 2013-08-01)
- Fahrenheit 451, reż. Marcin Liber, Teatr Wybrzeże w Gdańsku, dramaturgia (premiera 2016-02-06)